# Mesa de Cavacas
Mesa de Cavacas – miasto w Wenezueli, w stanie Portuguesa.